# Ritratto del papa Sisto IV
Il ritratto del papa Sisto IV, dipinto su tavola, a grandezza naturale, è opera di Tiziano Vecellio e della sua bottega.

## Descrizione e storia
Il ritratto del papa Sisto IV arrivò a Firenze nel 1631, proveniente dal Palazzo ducale di Urbino, dove si trovava dal 1568, nella collezione della famiglia Della Rovere. Faceva parte dei beni assegnati come dote a Vittoria della Rovere, che andava sposa al granduca Ferdinando II de' Medici. Nel 1694 fu collocato a Palazzo Pitti, tra le opere di proprietà di Francesco Maria de' Medici e nel 1897 arrivò agli Uffizi. A giugno 1940 trovò riparo, come altri dipinti degli Uffizi in tempo di guerra, nel rifugio della Villa medicea di Poggio a Caiano e tornò a palazzo Pitti nel 1944, dove rimase fino al 1951. Dopo un lungo periodo nei depositi degli Uffizi, l'opera è in esposizione dal 1972.
Il dipinto, dichiarato opera di Tiziano quando era ad Urbino, arrivato a Roma fu assegnato a Raffaello Sanzio; ma il Pallucchini, nel 1969, lo riportò a Tiziano e alla sua bottega. Gli storici dell'arte Crowe e Cavalcaselle hanno suggerito che questo ritratto è stato ricavato da una medaglia, oppure dal ritratto del papa, eseguito da Melozzo da Forlì nell'affresco, nella Biblioteca Apostolica Vaticana, Sisto IV nomina il Platina prefetto della Vaticana.

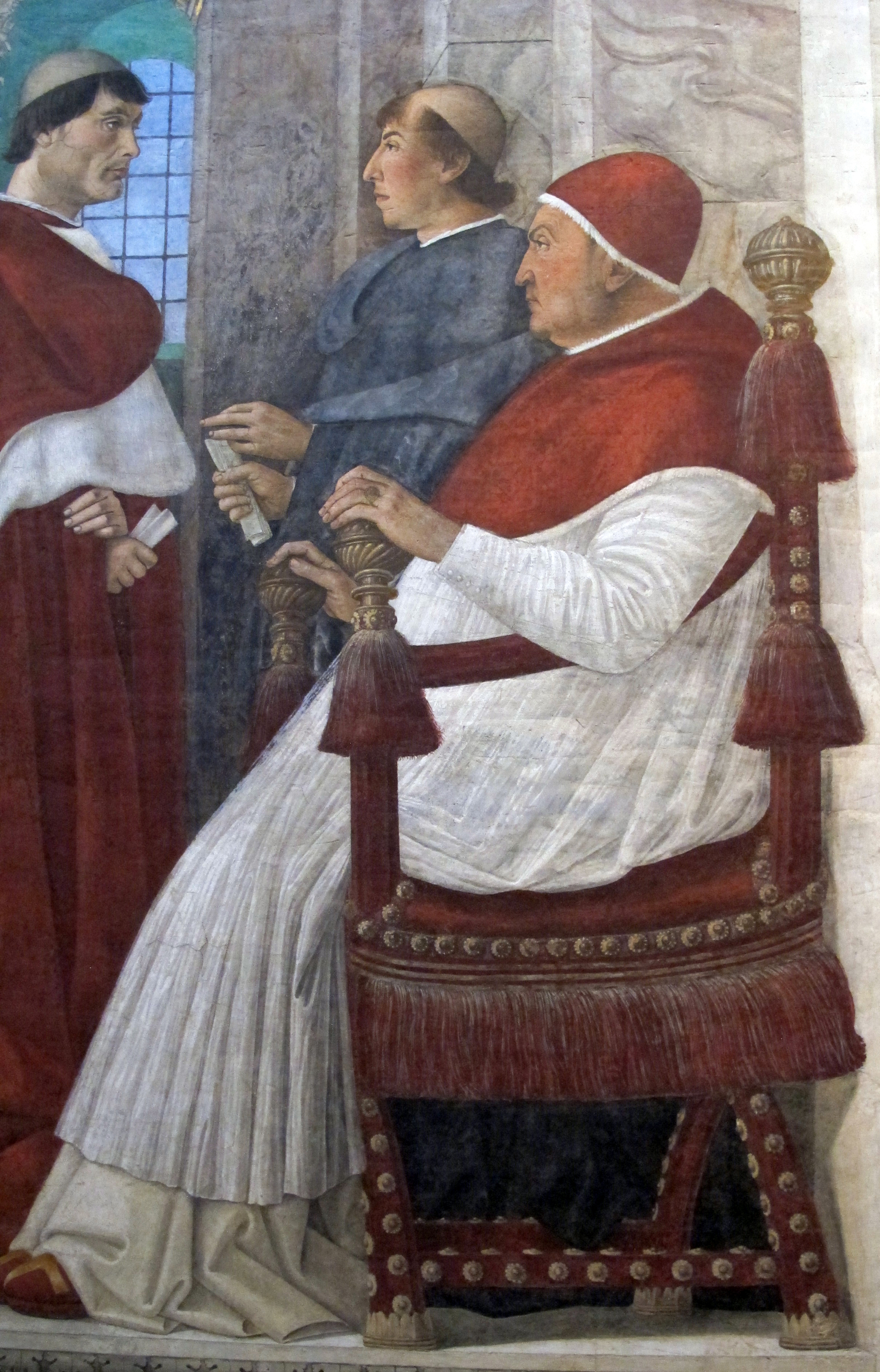
Melozzo da Forlì, Sisto IV nomina Bartolomeo Platina Prefetto della Biblioteca Vaticana, 1477 circa

È inserito in una ricca cornice barocca, a scartocci, dorata a foglia d'oro zecchino.
I Della Rovere circondarono Tiziano di generoso mecenatismo e di lunga protezione. Intorno agli anni quaranta del Cinquecento, sulla scia dell'avvento del manierismo, Tiziano cercava di raccordare il suo senso del colore e del disegno con l'opera di grandi artisti del suo tempo o che lo avevano preceduto, e che era nota anche attraverso incisioni. Nei ritratti Tiziano sapeva catturare una straordinaria carica psicologica e trasmette intensità emozionale.
In questo suo ritratto il papa indossa il camauro, il copricapo in velluto rosso bordato di ermellino bianco, e la mozzetta, la mantellina corta, chiusa da una fila di bottoni. Il famoso rosso Tiziano, anche qui adoperato, era un colore composto da terra di Siena bruciata, da ocra rossa e gialla mescolate insieme, a volte con aggiunta di un tocco di nero o di vermiglione.

### Esposizioni
- 1978 - 1979, Tiziano nelle Gallerie fiorentine, Firenze
- 2003 - 2004, Inventario di affetti. Capolavori per il decennale degli Amici degli Uffizi, Firenze
- 2011, Condivisione di affetti. Opere d’arte dalla Galleria degli Uffizi, Firenze e Santo Stefano di Sessanio
- 2012, I Papi della Memoria. Il Pontificato romano attraverso l'opera di alcuni suoi protagonisti: la fede, l'arte, la politica e la cultura, Roma

## Galleria d'immagini

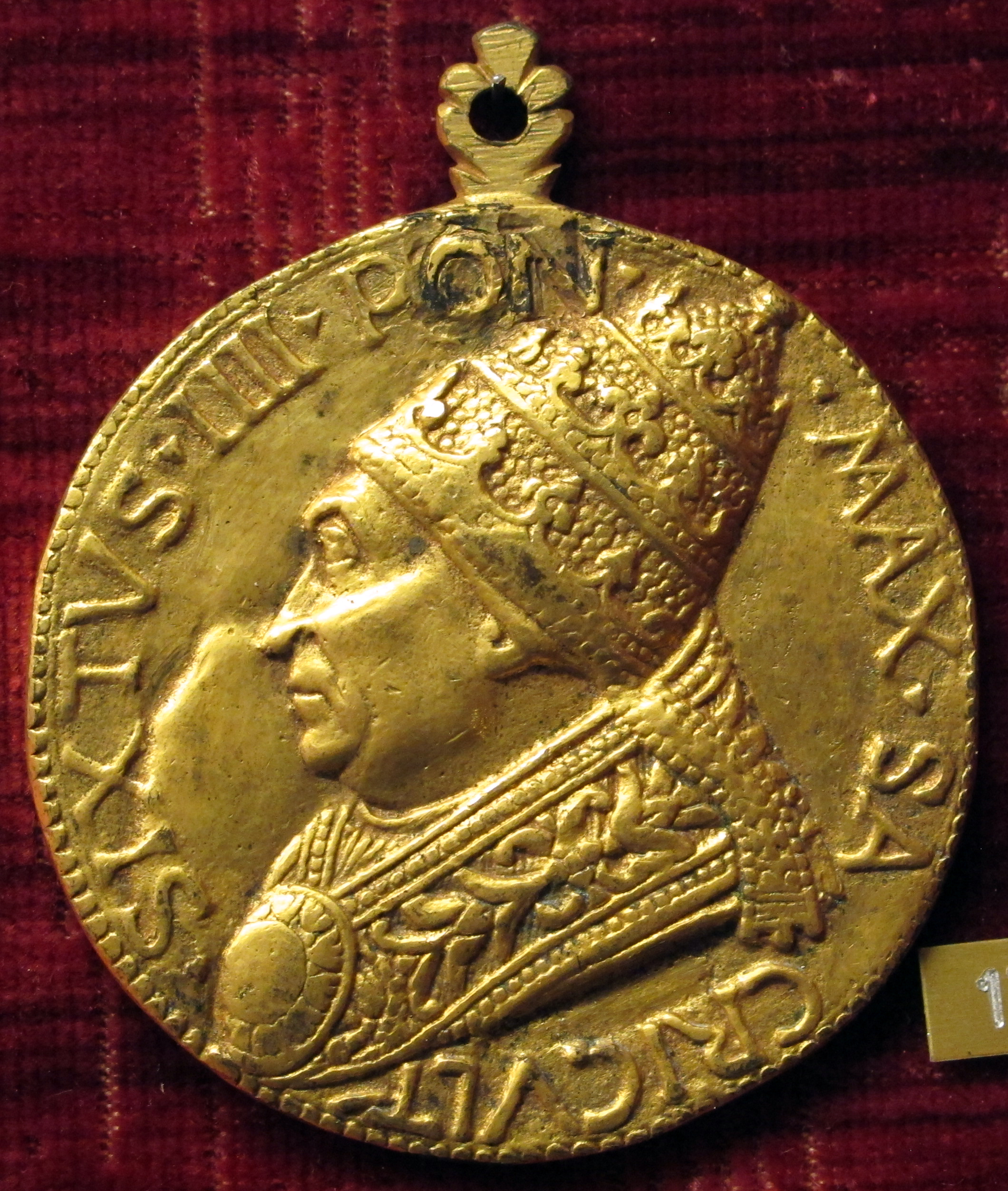
Andrea Guacialotti, medaglia di Sisto IV, recto (bronzo dorato), 1481
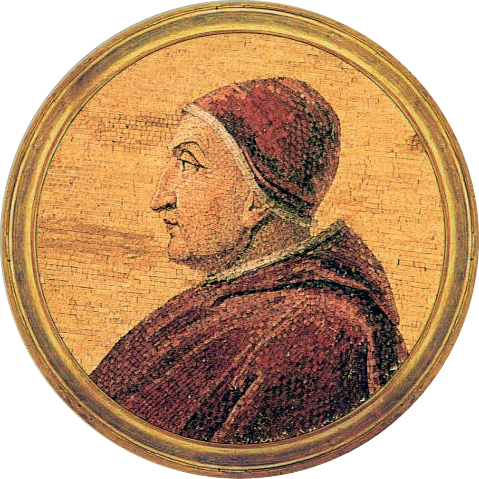
Sisto IV, medaglione in mosaico, Roma, Basilica di San Paolo